# Yo canto (album Julio Iglesias)
Yo canto  è l'album di debutto del cantante spagnolo Julio Iglesias, dal quale fu pubblicato nel 1969  su etichetta Columbia Records.
L'album prende il nome dal brano omonimo  e contiene in tutto dodici canzoni, tutte composte dallo stesso Julio Iglesias (una in collaborazione con Juan Pardo)). 

Gli arrangiamenti sono a cura di Ivor Raymonde.
L'album fu ripubblicato nel 1977, con l'inserimento della hit Gwendolyne.

## Tracce

### Edizione originale (1969)

#### Lato A
1. La vida sigue igual (Julio Iglesias) 3:44
2. Tenía una guitarra (Julio Iglesias) 3:18
3. Bla, Bla, Bla (Julio Iglesias) 3:53
4. El viejo Pablo (Julio Iglesias) 3:05
5. Hace unos años (Julio Iglesias)
6. No llores, mi amor (Julio Iglesias) 2:58

#### Lato B
1. Yo canto  (Julio Iglesias) 3:26
2. Alguien que pasó (Julio Iglesias - Juan Pardo) 4:16
3. Mis recuerdos (Julio Iglesias) 2:52
4. En un barrio que hay en la ciudad (Julio Iglesias) 2:53
5. Lágrimas tiene el camino (Julio Iglesias) 2:33
6. Chiquilla (Julio Iglesias) 4:37

### Riedizione del 1977
1. Yo canto (Julio Iglesias)
2. Chiquilla (Julio Iglesias) 4:37
3. Alguien que pasó (Julio Iglesias - Juan Pardo 4:16
4. Mis recuerdos (Julio Iglesias) 2:52
5. En un barrio que hay en la ciudad (Julio Iglesias) 2:53
6. Lágrimas tiene el camino (Julio Iglesias) 2:33
7. Gwendolyne  (Julio Iglesias) 2:52
8. La vida sigue igual (Julio Iglesias) 3:44
9. Tenía una guitarra (Julio Iglesias) 3:18
10. Bla, Bla, Bla (Julio Iglesias) 3:53
11. El viejo Pablo (Julio Iglesias) 3:05
12. No llores, mi amor (Julio Iglesias) 2:58